# 四法院站
四法院站（英語：Four Courts）是一個位於愛爾蘭都柏林市中心的都柏林轻轨站，在2004年通車，位於四法院附近，是愛爾蘭高等法院、愛爾蘭上訴法院和愛爾蘭最高法院所在地。此外車站附近亦是都柏林市議會和伍德码头。